# لینکی بوشوف
 لینکی بوشوف (انگلیسی: Linky Boshoff؛ زادهٔ ۱۲ نوامبر ۱۹۵۶) یک تنیس‌باز اهل آفریقای جنوبی است.